# Nassau Veterans Memorial Coliseum
Le Nassau Veterans Memorial Coliseum (parfois appelé Nassau Coliseum ou « The Coliseum ») est une salle omnisports située à Uniondale, sur Long Island à 30 kilomètres du centre de New York.
De 1972 à 2015, ses locataires ont été les Islanders de New York, une franchise de hockey sur glace évoluant en LNH. Le Coliseum accueille également les Dragons de New York de l'Arena Football League depuis 2001, et en 2007 il organise quatre matchs à domicile des Titans de New York de la NLL. Dans son histoire, la salle a abrité de nombreuses franchises comme les Nets de New York (ABA) de 1971 à 1977, les Saints de New York (NLL) de 1989 à 2003, les New York Arrows (MISL) de 1978 à 1984 et l'Express de New York (MISL) de 1986 à 1987. Sa capacité est de 13 900 places assises pour les matchs de hockey sur glace, 11 965 pour le football américain en salle, 17 760 pour les concerts et 17 686 pour la boxe ou le catch. Le Nassau Veterans Memorial Coliseum dispose de 33 suites de luxe et 6 869 places de stationnement dans les environs. À la suite des rénovations, la capacité maximale de la salle est réduite de quelques milliers de places. Depuis le retour des Islanders de New York, l'édifice est devenu le plus petit aréna de la Ligue nationale de hockey avec ses 13 917 places assises.

## Histoire
Le Nassau Veterans Memorial Coliseum fut inauguré le 29 mai 1972, sa surface occupe 255 000 mètres carrés de terrains sur le site de l'ancienne Mitchel Air Force Base. Son coût de construction est évalué à 31,3 millions de dollars et Welton Becket and Associates étaient les architectes et ingénieurs qui ont conçu l'arène.
Le premier événement dans le Coliseum était un match de basket-ball des New York Nets le 11 février 1972. Il a accueilli des matchs du Championnat NCAA de basket-ball, la première partie du WWE WrestleMania 2 de 1986 et le WWE SummerSlam de 2002. The Coliseum est aussi utilisé pour les concerts, de grandes expositions diverses, aussi bien que des expositions commerciales (4 090 mètres carrés dans l'arène et 5 574 m2 avec l'Expo Center). Billy Joel est un des locataires les plus prolifiques du Coliseum, il a tenu de multiples concerts dans l'arène lors de ses tournées. Bruce Springsteen y a chanté plusieurs fois dont le New Year's Eve concert en 1981, ainsi que Pink Floyd qui y a interprété son fameux The Wall en février 1980. Le Nassau Coliseum a été élu "Arena of the Year" (arène de l'année) en 1995.
L'édifice fut surnommé par de multiples appellations comme « Bust Palace » (pour toutes les arrestations dues à la drogue pendant les concerts de rock), « Fort Neverlose » (surnommé ainsi par les fans des Islanders de New York lors des quatre victoires consécutives de la Coupe Stanley pendant les années 1980), « Nassau Mausoleum » (à cause de la détérioration et de la vétustité du bâtiment) et « Garden East » (en raison de la rivalité entre les Islanders de New York et les Rangers de New York qui jouent dans la même division, et les fans des Rangers composent souvent 50 % de l'assistance pendant ces matchs de rivalité).
En 2006, des scènes du film Couple et Couplets (Le Come-Back en France) avec Hugh Grant et Drew Barrymore ont été tournées dans l'arène.

### Reconstruction
Le Nassau Veterans Memorial Coliseum est actuellement la deuxième plus vieille patinoire de la LNH encore en activité (inauguré en 1972) après le Madison Square Garden, il est donc considéré comme archaïque. Sachant que l'arène se détériore, les dirigeants ont annoncé en 2004 un plan ambitieux pour rénover le Nassau Coliseum, au lieu de construire une nouvelle enceinte. La pièce maîtresse du projet serait une tour de 60 étages conçue pour ressembler à un phare. D'autres plans incluent des unités de nouveaux logements, des équipements sportifs, un nouveau stade de baseball pour les ligues mineures, des restaurants, et un hôtel. Le projet inclurait également des arbres, de l'eau et d'autres éléments naturels dans le secteur pour remplacer le béton. Dans le Coliseum, on prévoyait l'abaissement du plancher pour permettre d'augmenter la capacité actuelle de 16 234 à 17 500 places pour les matchs de hockey sur glace, 18 500 pour les matchs de basket-ball et 20 000 pour les concerts puis le bâtiment garderait 32 suites de luxe. La rénovation serait estimée à un coût global d'approximativement 200 millions de dollars. Mais le 14 août 2007, Charles Wang (propriétaire des Islanders de New York) et Lighthouse Development Group, en partenariat avec Rexcorp, ont créé un nouveau plan moins audacieux. La conception du Coliseum a totalement changé et la tour de 60 étages a évolué en deux bâtiments de 31 étages reliés par une passerelle au sommet. La construction ne devrait pas commencer avant l'été 2009.
Bien que cette nouvelle ait réjouit les fans des Islanders, le lock-out de la saison 2004-2005 de la LNH et les problèmes avec le comté signifiait que peu de progrès ont été accomplis sur cette proposition. Ceci a mené l'équipe à proposer la construction d'une nouvelle patinoire dans une ville voisine du comté de Suffolk. Une autre possibilité pourrait inclure Brooklyn, où les Nets de la NBA ont ouvert le Barclays Center en 2012. Cependant, les Islanders de New York n'ont pas le droit de jouer à domicile dans les secteurs de Brooklyn et du Queens parce qu'ils sont considérés comme territoires des Rangers de New York.
Les Islanders devront jouer dans cette enceinte jusqu'en 2015 où le bail de location expirera sans renouvellement et seront obligés par la suite de trouver un nouveau domicile quelque part dans la région de New York.
Le 24 octobre 2012, le propriétaire de la franchise new-yorkaise Charles Wang informait, lors d'une conférence de presse, que les Islanders joueront dès la saison 2015-2016 au Barclays Center de Brooklyn. La nouvelle salle omnisports qui a été inaugurée le 1er novembre par les Nets de Brooklyn, qui ont récemment déménagé depuis le New Jersey.

## Événements
- Finales de la Coupe Stanley, 1980, 1981, 1982, 1983 et 1984
- Première et seconde manches du championnat NCAA de basket-ball, 1982, 1994 et 2001
- 35e Match des étoiles de la Ligue nationale de hockey, 8 février 1983
- WWE Saturday Night's Main Event, 11 mai 1985
- WrestleMania 2, 7 avril 1986
- Concerts de Madonna (Blond Ambition Tour), les 11, 12 et 13 juin 1990
- Billy Graham Religious Crusade, septembre 1990
- Goodwill Games, 1998
- WWE SummerSlam 2002, 25 août 2002
- WWE SmackDown, 30 octobre 2007
- WWE The Great American Bash, 20 juillet 2008
- Enregistrement audio et vidéo du double album des Pink Floyd : Delicate Sound Of Thunder : du 19 au 23 août 1988
- Concert de Demi Lovato (Demi Lovato: Live In Concert), 24 juin 2009
- WWE 4-Way Finale, 20 juin 2010
- Concert de Lady Gaga, 23 avril 2011
- Concert de Demi Lovato (The Neon Lights Tour), 11 mars 2014
- WWE Evolution, 28 octobre 2018
- AEW Worlds End, 30 décembre 2023

## Galerie

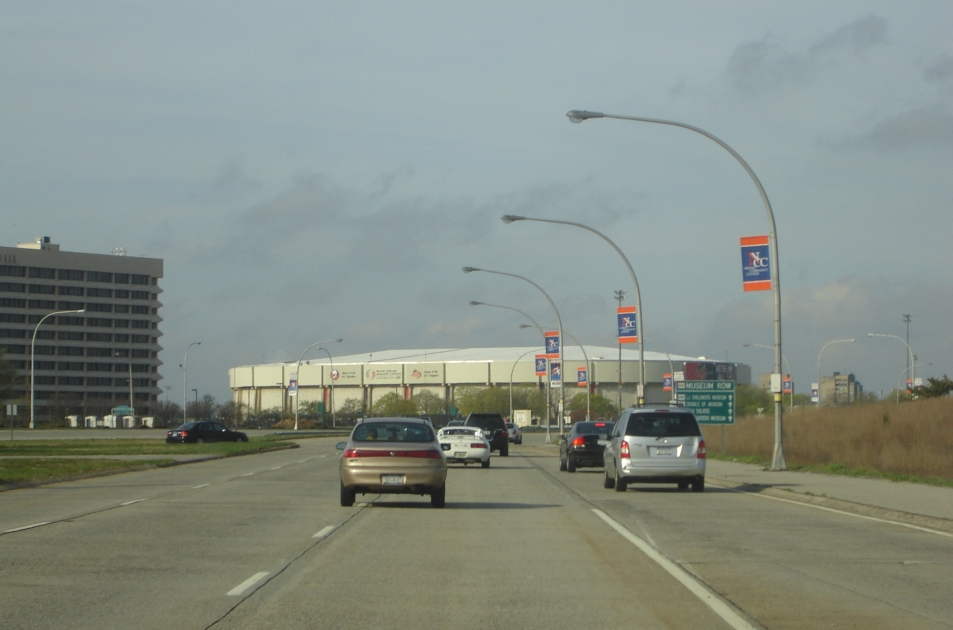
Vue depuis le Charles Lindbergh Boulevard.
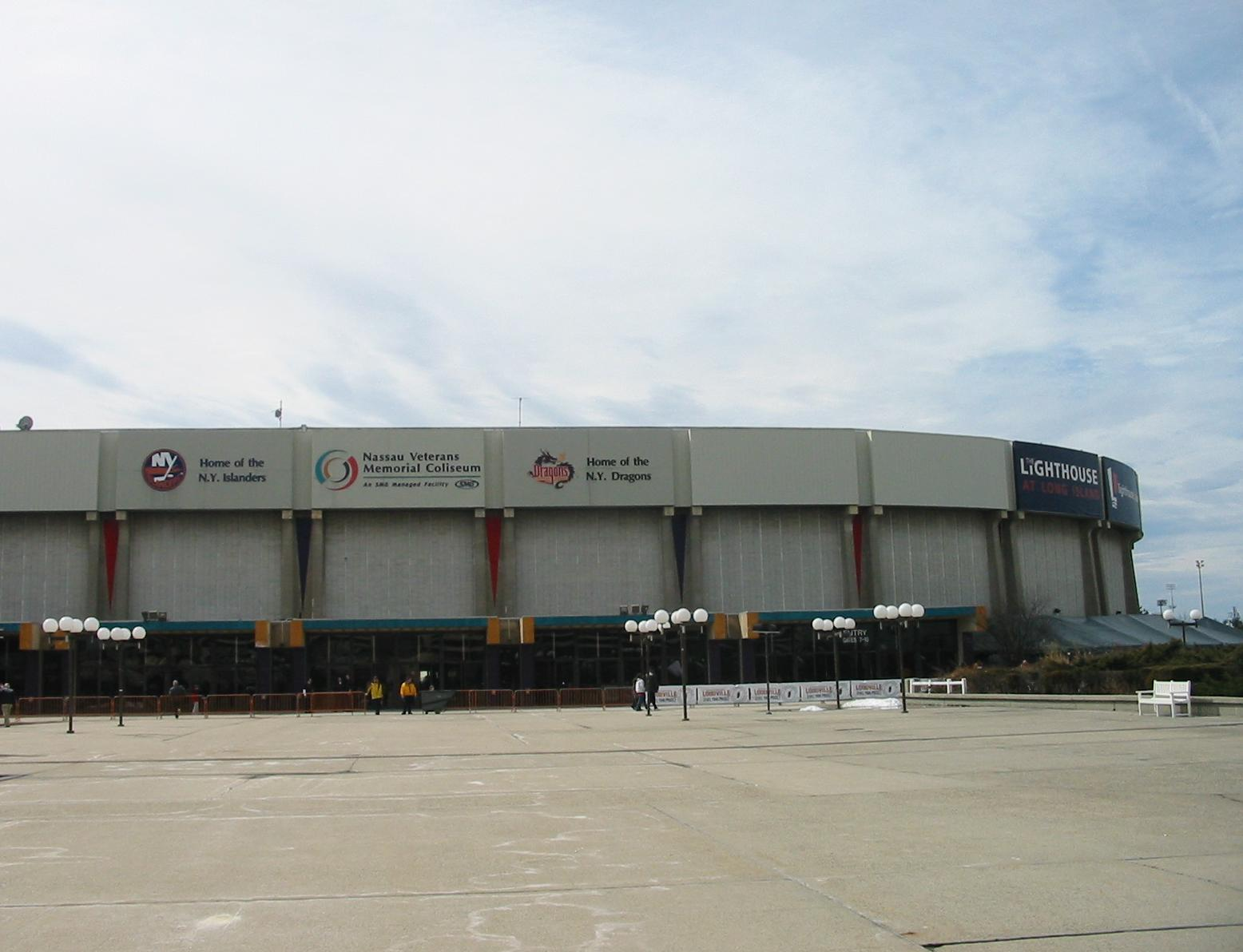
Façade.
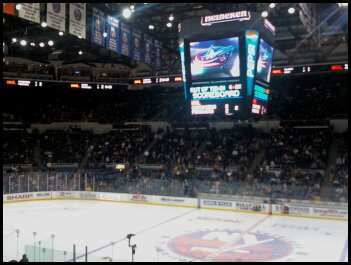
L'intérieur du Coliseum.
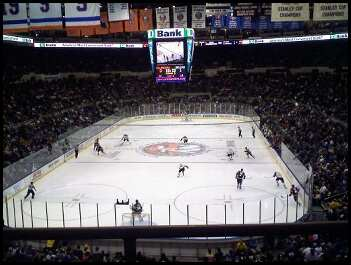
La patinoire.
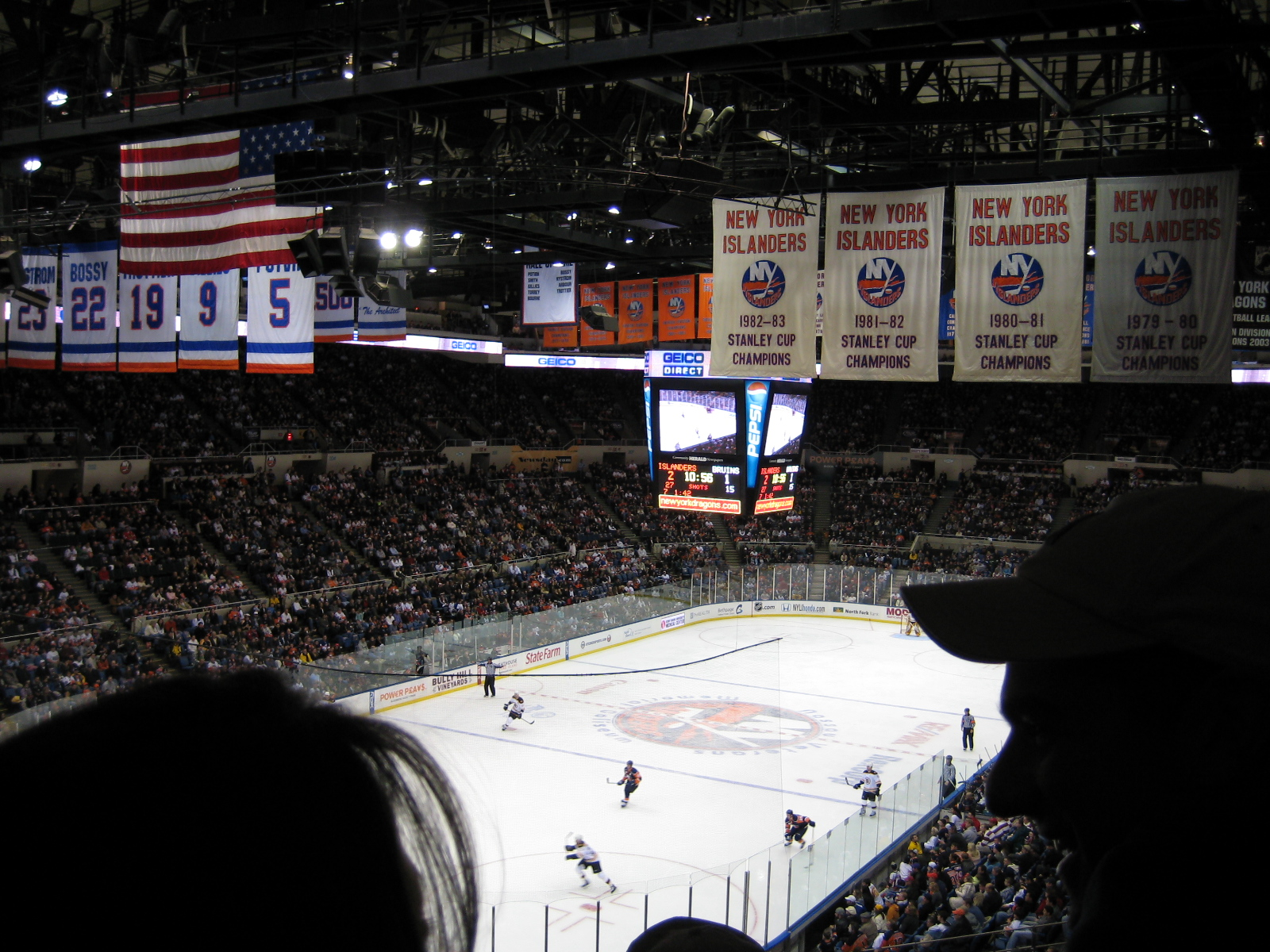
Match des Islanders (2007).
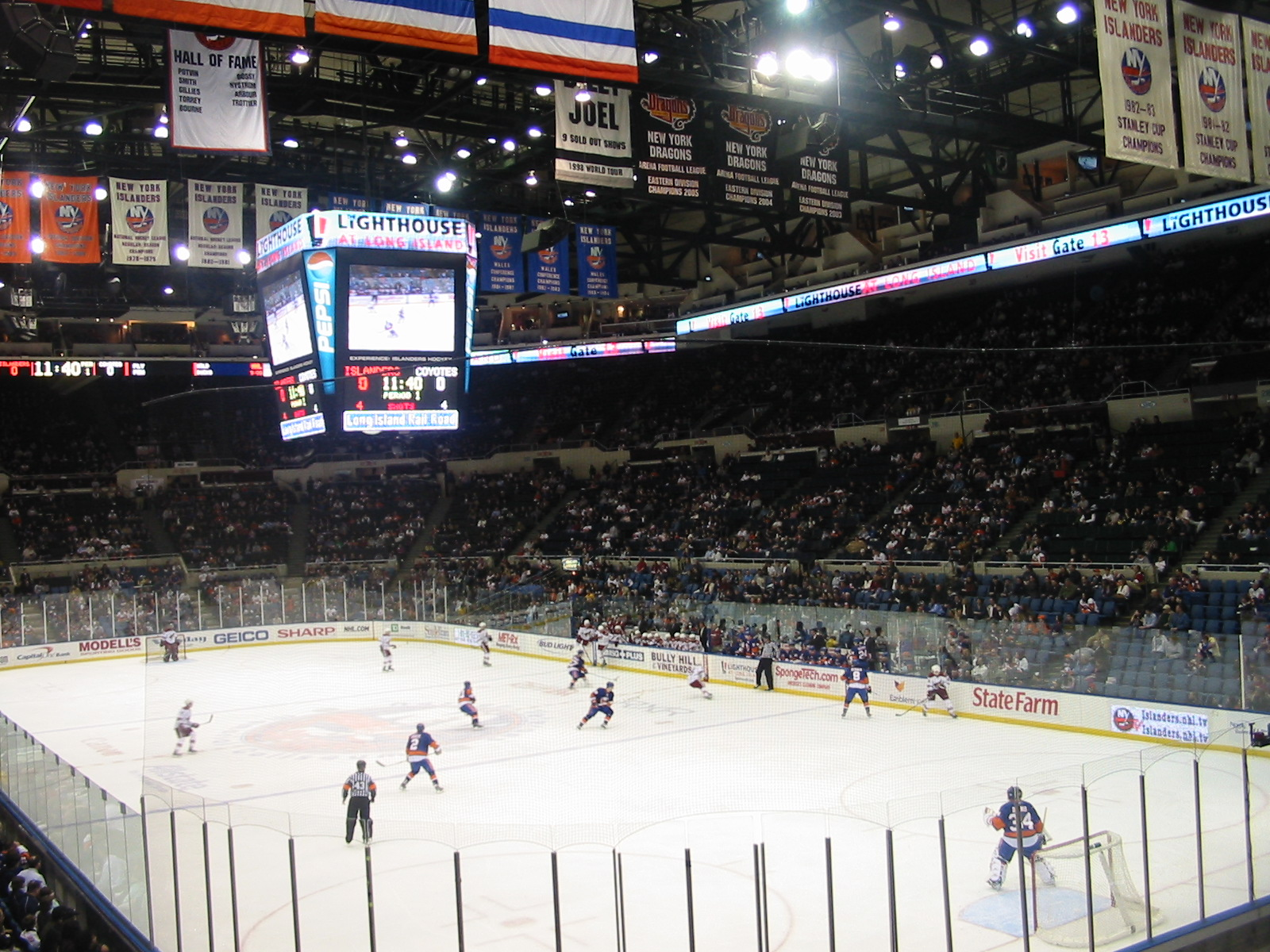
Match en 2009.
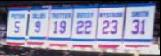
Numéros retirés.
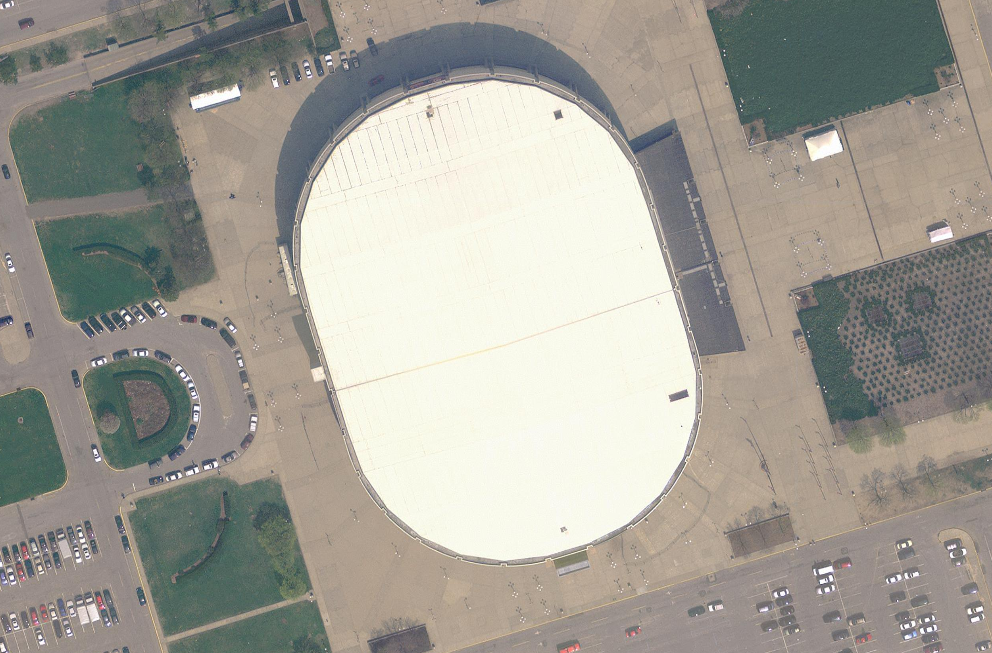
Image satellite du NVMC.
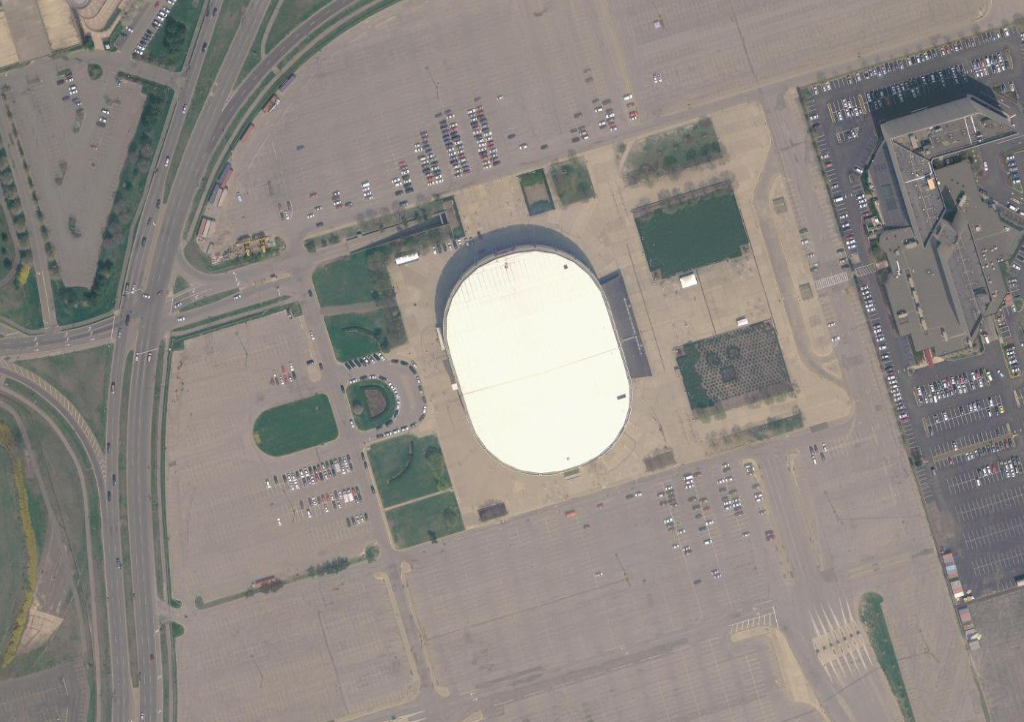
Image satellite du Nassau Coliseum et de son stationnement.
Logotype.